# Filippo Decio
Filippo Decio (en latin Philippus Decius, en français Philippe Dèce), né à Milan en 1454, mort à Sienne probablement le 13 octobre 1535, est un juriste italien. Son premier biographe a été son disciple Francesco Boeza (Vita Philippi Decii, qui va jusqu'en 1523).

## Biographie
Sa famille portait le nom de la localité de Desio (anciennement Dexio ou Decio). Son père Tristano Decio était un gentilhomme milanais fréquentant la cour ducale et ami de Pier Candido Decembrio. Son frère aîné Lancellotto Decio (Milan, 1444-Pavie, 4 février 1500) fut avant lui un juriste réputé, enseignant à Pavie à partir de 1464, puis à Pise en 1473, puis à Sienne en 1484-1485, et enfin à nouveau à Pavie.
Il s'engagea d'abord dans des études littéraires, mais en 1471, une épidémie affligeant Milan, il se réfugia à Pavie chez son frère aîné, et le voyant enseigner le droit avec autorité embrassa aussi cette carrière. Il se fit rapidement connaître par son brio dans les disputes publiques qui étaient un rituel des facultés de droit d'alors, mais s'attira aussi, dans cet exercice, beaucoup d'ennemis (d'autant plus que les mœurs étaient assez violentes dans les universités, avec des rixes).
Il fut d'abord assistant de son frère à Pavie, puis à Pise où ils se transportèrent en novembre 1473. Le 28 novembre 1475, il obtint un doctorat de droit canon. En 1476, il occupa une chaire d'enseignement des Institutes au Studio pisano, puis en 1478 une chaire de droit civil. Les tensions avec ses collègues étaient telles qu'en 1483 on dut le transférer sur une chaire de droit canon. En 1484, il gagna Sienne où il enseigna d'abord le droit canon, ensuite le droit civil. En 1485 il obtint du pape Innocent VIII une charge d'auditeur de la Rote, mais elle supposait d'entrer dans les ordres, et il préféra réintégrer l'université de Sienne.
En septembre 1487 il fit retour à Pise, où il demeura jusqu'en 1501, y prodiguant un enseignement de plus en plus renommé, mais dans des conditions tumultueuses du fait des tensions internes au Studio pisano, mais aussi de la situation politique chaotique dans la république de Florence, qui, en plus des pestes, provoqua plusieurs transferts d'une ville à l'autre de l'établissement. Il eut alors plusieurs élèves très célèbres, comme Jean de Médicis (futur pape Léon X), César Borgia, François Guichardin. Il eut également à cette époque une activité de consultation juridique.
En 1501, il gagna l'université de Padoue, où il obtint le premier rang parmi les canonistes et un salaire mirobolant. Sa réputation était à son zénith. En janvier 1504, le légat pontifical à Venise réclama son retour à Rome comme auditeur de la Rote, mais le Grand Conseil rejeta la demande et accorda une nouvelle augmentation de salaire à l'illustre professeur. En 1505, le roi de France Louis XII, nouveau duc de Milan, lui adressa une lettre pressante pour qu'il vienne enseigner à Pavie, dont le souverain voulait remettre le Studio sur pieds avec des professeurs prestigieux. Il s'ensuivit un vif échange de notes diplomatiques entre le roi de France et le gouvernement vénitien. Le second finalement céda et Decio partit pour Pavie fin 1505. Il y occupa avec grand prestige et très gros salaire une chaire de droit canon.
En 1511-1512, il joua un rôle de premier plan dans le conciliabule de Pise réuni à l'initiative de Louis XII pour déposer le pape Jules II. Il intervint dans la séance inaugurale à Pise le 1er novembre 1511. En décembre, l'assemblée dut se transporter à Milan pour des raisons de sécurité. En janvier 1512, Jules II excommunia ses participants, dont Decio. En avril suivant, les Français se résolurent à abandonner Milan. Les troupes suisses entrant dans Pavie saccagèrent la maison du célèbre juriste, dispersèrent sa bibliothèque de plus de cinq cents volumes et détruisirent ses textes manuscrits, une perte « irréparable » selon l'intéressé. Ses biens furent confisqués, et sa fille unique de dix ans dut être mise à l'abri dans un couvent. Il s'était transporté à Asti avec les évêques du concile, mais bientôt se sépara d'eux et attendit une quinzaine de jours à Alba le pardon de Jules II qu'il avait imploré par lettre. Rien ne venant, il se résolut alors à franchir les Alpes et par Gap et Grenoble gagna Lyon où se trouvaient les évêques. Sa renommée était telle, selon son biographe, que des étudiants enthousiastes venaient à sa rencontre et le portaient pratiquement sur leurs épaules (« Et hoc ordine quasi umeris scholasticorum Lugdunum usque delatus est »).
Le roi Louis XII le nomma conseiller au Parlement de Grenoble et lui procura une chaire à l'Université de Valence, où il fut reçu avec révérence en janvier 1513. Il y enseigna avec un très grand succès : le nombre des étudiants en droit passa avec lui de vingt-cinq à quatre cents. Il y eut notamment pour auditeur Christophe de Longueil. Jules II lui avait fait écrire en septembre 1512 pour qu'il vienne à Rome avec un sauf-conduit en lui promettant le pardon, mais il refusa.

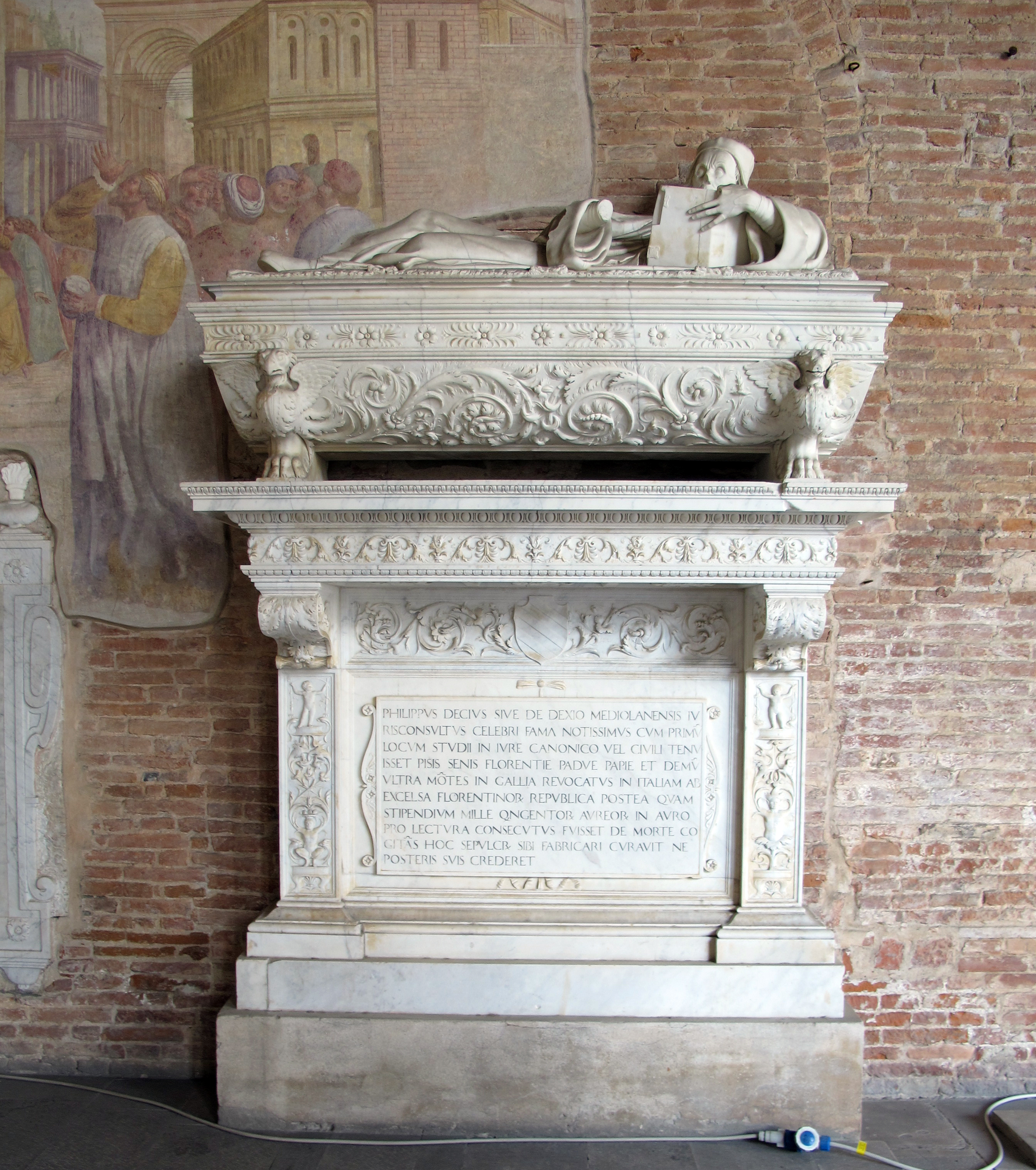
Monument funéraire de Filippo Decio, par Stagio Stagi (1496-1563), dans le Camposanto de Pise

La mort de Jules II le 21 février 1513, et l'élection de Léon X, son ancien élève, le 11 mars, changèrent la donne. Un bref pontifical du 7 mai lui accorda l'absolution, et le 24 octobre il se vit offrir une chaire à l'Université La Sapienza de Rome. Il refusa du fait des très bonnes conditions qui lui étaient assurées en France (250 écus d'or annuels pour sa charge de conseiller au Parlement de Grenoble), mais la mort de Louis XII le 1er janvier 1515 fragilisa sa position. Après la bataille de Marignan (13 septembre 1515), François Ier, ayant récupéré le Milanais, l'appela à venir réorganiser le Studio de Pavie, et le nomma sénateur de Milan. Mais il semble que Decio n'ait plus eu une grande confiance en la solidité des positions françaises en Italie et ait craint un nouveau retournement de situation. En juillet 1516, il était à Pise, où le Studio avait été rétabli en 1515, et malgré les offres alléchantes qui lui vinrent de François Ier et de l'Université de Padoue, il y resta. En 1528, il se transporta à Sienne. Étant syphilitique depuis au moins 1495, il éprouva dans ses dernières années un certain délabrement physique.

## Œuvre

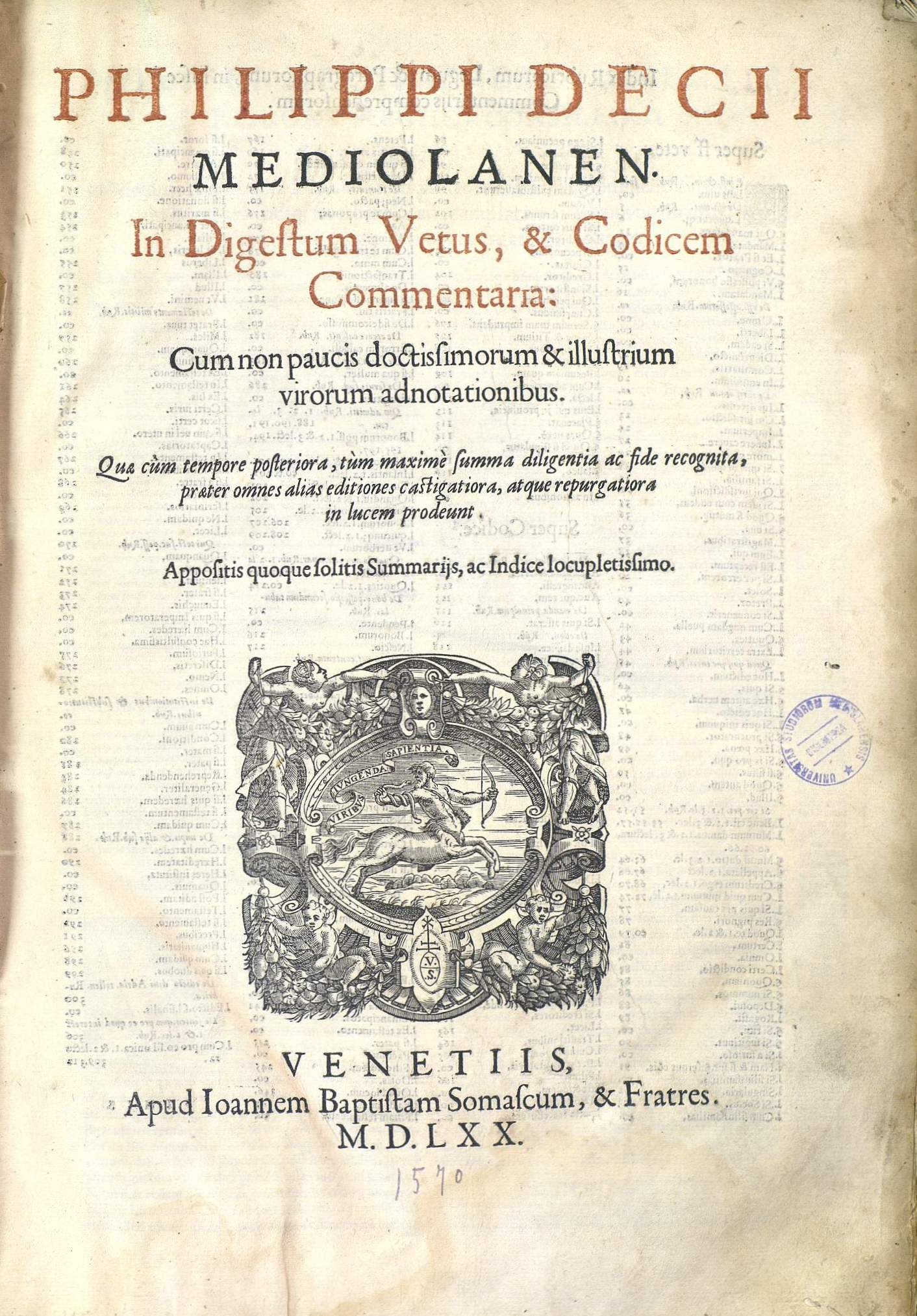
In Digestum vetus et Codicem commentaria, 1570

Les ouvrages de droit de Filippo Decio, qui ont fait l'objet de multiples éditions au XVIe siècle, sont les suivants :
- Commentaria in Digesti veteris et Codicis partes, sur quelques livres des Pandectes (1, 2, 12) et du Code Justinien (liv. 1, 2, 5, 6, 7) ;
  - (la) In Digestum vetus et Codicem commentaria, Venise, Giovanni Battista Somasco & fratelli, 1570 (lire en ligne)
- Commentarii ad titulum De regulis juris antiqui, son ouvrage théorique le plus célèbre, commencé à Valence, terminé à Pise ;
- Commentaria in Decretalium volumen ;
- Consilia : sept cents consultations en tout ; au temps du concile de Pise, Decio en fit lui-même un recueil dédié au cardinal Guillaume Briçonnet, archevêque de Narbonne.

Pour l'histoire, il faut citer notamment ses contributions au conciliabule de Pise et à la lutte menée par le roi Louis XII contre le pape Jules II (Consilium ad...Francorum regis Ludovici requisitionem pro reverendissimis cardinalibus, Paris, Guillaume Nyverd, v. 1511 ; Sermo editus per excellentissimum dominum Philippum Decium sive de Dexio Mediolanensem pro justificatione concilii Pisani nunc Mediolani residentis, Pise, 1511). L'ensemble des textes relatifs à ce concile se trouve dans un volume intitulé Acta concilii Pisani primi celebrati anno 1409, et concilii Senensis anni 1423, necnon constitutiones aliquot concilii Pisani secundi, anni 1511, publié à Paris en 1612.
La Vita Philippi Decii de Francesco Boeza est reproduite en tête de plusieurs éditions des commentaires.